# Anna von Bolanden

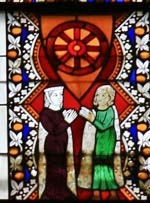
Vitrail von Bolanden,, vers 1450

Anna von Bolanden (* vers 1260 ; † 1320, Worms) est une cistercienne issue de la maison de Bolanden, famille noble du Palatinat rhénan. De son monastère est issu un codex du XIIIe siècle : le Codex Lichtenthal 37.

## Biographie
Anna von Bolanden est la fille de Philippe V von Bolanden et de son épouse Lukardis von Hohenfels (de). Les Hohenfels sont une branche de la maison de Bolanden. Philippe V est mentionné en 1269 comme maire d'Oppenheim. Anna est l'une de ses quatre enfants. Son frère Johann meurt en 1288 avant d'avoir atteint la majorité. Leur sœur Luitgart est mariée au comte Albrecht von Löwenstein, puis à la mort de celui-ci, au Margrave Rodolphe IV de Bade. Cunégonde, leur dernière sœur, est mariée au Comte Heinrich Ier von Sponheim et a reçu en dot Tannenfels (qui deviendra Kirchheim).
Anna est cistercienne dans l'abbaye de Kirschgarten (de) près de Worms, où elle meurt en 1320.

## Famille
L'évêque de Spire Friedrich von Bolanden († 1302) est son oncle (frère de son père), tandis que son prédécesseur Henri de Linange († 1272) était son grand-oncle (frère de sa grand-mère).
Son beau-frère Albrecht von Löwenstein-Schenkenberg (de), dont elle inscrit la date de la mort dans son calendrier, est un bâtard du roi Rodolphe Ier de Habsbourg.

## Annotations historiques

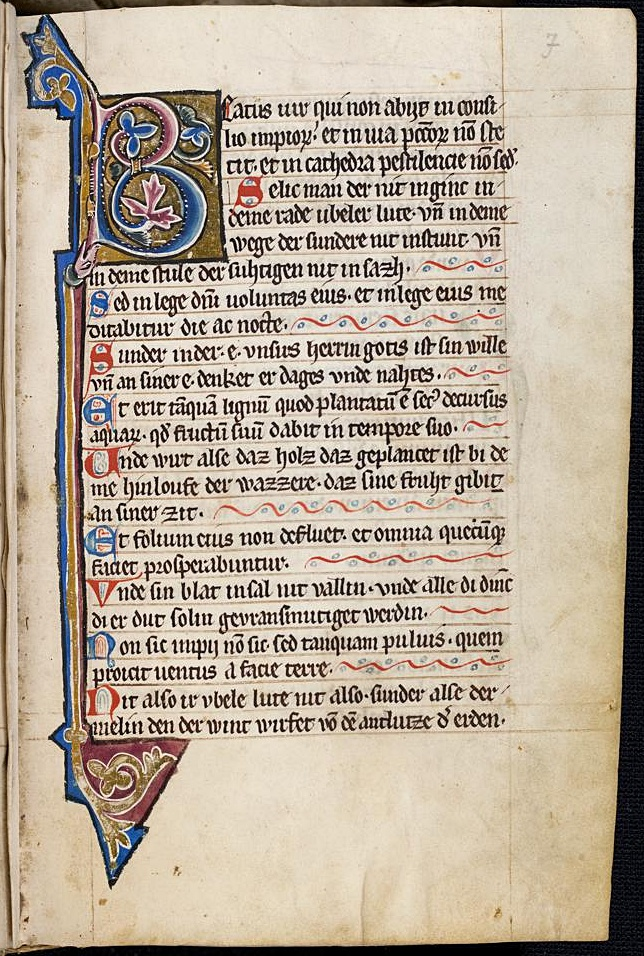
Psautier d'Anna von Bolanden, Codex Lichtenthal 37

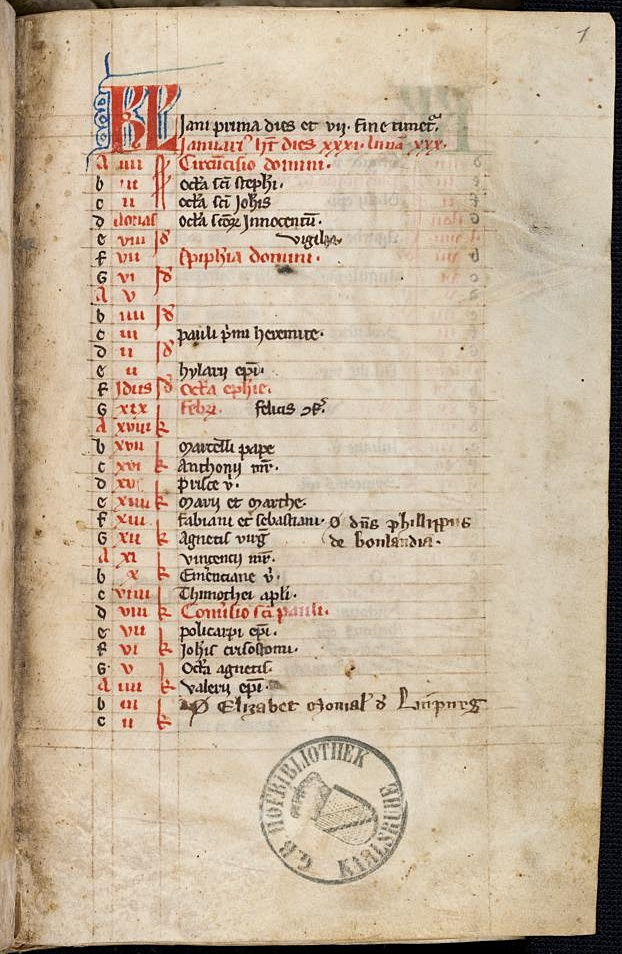
Calendrier (janvier) tiré du Codex Lichtenthal 37, avec la mention manuscrite de la mort de Philippe de Bolanden, père d'Anna

Il s'agit d'un Psautier latin-allemand daté de la deuxième moitié du XIIIe siècle, que l'on désigne maintenant comme Codex Lichtenthal 37 à la Bibliothèque régionale de Bade à Karlsruhe. Dans un calendrier qui précède le psautier, Anna von Bolanden a inscrit les jours anniversaires des décès de ses parents et de quelques proches. C'est probablement par la deuxième épouse de son beau-frère Rudolf IV de Bade, Maria von Oettingen, qui une fois veuve se fit religieuse à l'Abbaye de Lichtenthal, que le Codex arriva ainsi du couvent de Kirschgarten (Worms).
Dans ce Codex Lichtenthal 37 sont ainsi manuscrites les dates des décès de :
- Philipp von Bolanden, † 19 janvier 1276 (son père)
- Lukardis von Hohenfels, † 26 avril 1286 (sa mère)
- Johann von Bolanden, † 10 avril 1288 (son frère)
- Kunigunde von Sponheim, † 20 mai 1314 (sa sœur)
- Albrecht von Löwenstein (de), † 11 juin 1304 (son beau-frère)
- Philipp von Löwenstein, † 1er septembre sans mention de l'année (neveu, fils du précédent)
- Albert von Löwenstein, † 2 novembre sans mention de l'année (probablement neveu)
- Isengart von Hohenfels, † 15 mai sans mention de l'année (tante, belle-sœur de sa mère)
- Isengart von Hohenfels, † 23 février sans mention de l'année, religieuse à Kirschgarten (cousine, fille de la précédente)
- Guta von Bolanden, † 19 avril sans mention de l'année, religieuse (sœur de son père)
- Agnes von Sponheim, † 22 juillet sans mention de l'année, religieuse
- Elisabeth, † 30 janvier sans mention de l'année, religieuse au couvent de Limbourg